# Kapelle Gstalda
Die Kapelle hl. Martin ist eine römisch-katholische Kapelle im Weiler Gstalda in der Gemeinde Spiss in Tirol.
Die Kapelle wurde im Jahre 1838 geweiht. Von 1843 bis 1874 war die Kapelle eine Expositurkirche. Nach einem Brand 1859 wurde die Kapelle erneuert.
Die Kapelle hat ein zweijochiges Langhaus, einen leicht eingezogenen rund schließenden Chor und einen Glockenstuhl. Das Langhaus mit Stichkappentonne hat Rundbogenfenster und ist außen mit Pilastern gegliedert. Im Westen ist über einem Gesimse einen Dreiecksgiebel mit Halbkreisfenster und Rundbogenfenster. Das Portal ist korbbogig.
Der Hochaltar mit den Figuren der Heiligen Petrus und Paulus ist mit Ant. Engelbert Steiner aus Pfunds 1845 bezeichnet und zeigt das Altarbild hl. Martin. Es gibt ein Mariahilf-Bild aus der 1. Hälfte des 19. Jahrhunderts.